# (129746) 1999 CE119
1999 سي إي 119 (ويعرف أيضًا باسم (129746) 1999 سي إي 119 وفق تسمية الكوكب الصغير) (بالإنجليزية: 1999 CE119)‏ هو كويكب ضمن حزام الكويكبات؛ وترتيبه 129746 من حيث الاكتشاف.
اكتُشف هذا الجُرم الفلكي بواسطة جين لوو في 10 فبراير 1999.

## وصلات خارجية
- (129746) 1999 CE119 في قاعدة بيانات مختبر الدفع النفاث لأجرام النظام الشمسي الصغيرة

- الاكتشاف · مخطط المدار ·  العناصر المدارية · المعلمات المادية

- (129746) 1999 CE119 على موقع ويكي سكاي: DSS2, SDSS, GALEX, IRAS, Hydrogen α, X-Ray, Astrophoto, Sky Map, Articles and images